# Maryja Kaslouskaja
Maryja Aljaksandrauna Kaslouskaja (* 25. August 1989) ist eine belarussische Biathletin.
Maryja Kaslouskaja ist Stipendiatin des Президентский спортивный клуб (Sportklub des Präsidenten). Sie gab ihr internationales Debüt im Rahmen der Junioren-Wettbewerbe der Sommerbiathlon-Weltmeisterschaften 2008 auf Skirollern in der Haute-Maurienne. Im Sprint lief sie auf den 19. Platz und wurde anschließend im Verfolgungsrennen 14. Für die Mixed-Staffel wurde sie an die Seite von Iryna Babezkaja, Jauheni Schuleu und Sjarhej Daschkewitsch in das belarussische Team der Männer und Frauen berufen, mit dem sie den fünften Platz erreichte. Nächstes Großereignis wurden die Biathlon-Europameisterschaften 2009 der Junioren in Ufa, an denen Kaslouskaja erfolgreich teilnahm. War sie im Einzel noch 31., belegte sie im Sprint Platz zehn und wurde im Verfolgungsrennen 13. Mit Darja Jurkewitsch und Ala Tolkatsch erreichte sie mit der belarussischen Staffel hinter der Vertretung aus Russland den zweiten Platz und gewann somit die Silbermedaille.